# Имельда Ламбертини
Имельда Ламбертини в миру Мария Магдалина (около 1320-1322 года — 12 мая 1333 года) — блаженная Католической Церкви. Почитается покровительницей принимающих первое Святое Причастие.

## Детство
Блаженная Имельда родилась около 1320-1322 года в Болонье в благородной семье и была крещена в честь св. Марии Магдалины. Подробных сведений о её ранних годах, как и о точной дате рождения, не сохранилось. Отцом её был граф Эган Ламбертини, матерью — Кастора Галуччи, вторая жена графа. Родители девочки были набожными католиками и славились своей благотворительностью и щедростью к обездоленным Болоньи. Сама девочка тоже шила для бедных. 
С детских лет Магдалина была благочестива, набожна и посещала с родителями близлежащий доминиканский монастырь. Она имела горячее желание приобщиться Христу в Святой Евхаристии. Уже на свой пятый день рождения она просила разрешения причаститься. Но в те годы в Католической Церкви существовало каноническое предписание не допускать детей до Святого Причастия, пока им не исполнилось 12-14 лет. Магдалина была глубоко разочарована, но смирилась с позицией Церкви.
Имея твёрдую решимость посвятить жизнь Богу и получить святое Причастие, она вступила в доминиканский закрытый монастырь в местечке Валь-де-Пьетра в возрасте девяти лет, получив монашеское имя Имельда. В то время было редким явлением, чтобы девочка в таком юном возрасте уходила в монастырь со строгим уставом. Однако даже в монастыре она по-прежнему была лишена возможности получить Святое Причастие. 

## Чудо Святого Причастия
Имельде было 11 лет в канун праздника Вознесения Господня 1333 года, когда она сердцем почувствовала, что этот день станет днём её Первого Причастия.
Она горячо молилась во время мессы, но священник так и не позвал её ко Святым Дарам. И после службы она одна осталась горько плакать и молиться на коленях перед алтарём. Через некоторое время она увидела, что гостия, покинувшая дарохранительницу, поднялась в воздух и предстала перед ней в чудном сиянии. Привлечённые светом монахини пришли в часовню. Вызванный священник подставил под Святые Дары патену и
Они опустились туда. Он понял, что должен её причастить. Так Имельда получила своё Первое Святое Причастие из рук
священника.
Причастившись, в порыве чистой радости и любви ко Христу она читала свои благодарственные молитвы, а сёстры решили оставить её одну. Когда они вернулись за ней в храм, Имельда стояла на коленях, склонившись в молитве, и была уже бездыханна.
Сохранилось только одно высказывание, приписываемое блаженной Имельде: «Как можно принять Христа в своё сердце и не умереть?».

## Прославление
В 1582 году имя Имельды было официально внесено в список святых и блаженных Болоньи. В 1826 году Папой Римским Львом XII она была причислена к лику блаженных согласно процедуре подтверждения культа, а в 1907 году Папа Пий Х объявил её покровительницей принимающих первое святое Причастие.
Её тело остаётся нетленным и по сей день и находится в церкви Св. Сигизмунда (San Sigismondo) возле Болонского университета по адресу: Chiesa San Sigismondo, Via San Sigismondo, 7.